# Aaron Klug
Aaron Klug (n. 11 august 1926, Želva⁠(d), Ukmergė District Municipality⁠(d), Lituania – d. 20 noiembrie 2018, Cambridge, Anglia, Regatul Unit) a fost un chimist britanic de origine lituaniană și de etnie evreiască, laureat al Premiului Nobel pentru chimie (1982).